# 保羅斯普爾 (亞利桑那州)
保羅斯普爾（英語：Paul Spur）是位於美國亞利桑那州科奇斯縣的一個非建制地區。該地的面積和人口皆未知。

## 地理
保羅斯普爾的座標為31°21′58″N 109°44′04″W / 31.36611°N 109.73444°W，而該地的平均海拔高度為1287米（即4222英尺）。